# Conciliarismo
El conciliarismo o teoría conciliar fue un movimiento dentro de la Iglesia católica en los siglos XIV, XV y XVI que consideraba al concilio ecuménico como la suprema autoridad de la Iglesia católica, elevándolo (condicionalmente o por principio) por encima del papa. De esta forma, se afirma la superioridad del concilio sobre el romano pontífice, quien no sería titular de la plenitudo potestatis en la Iglesia. Se han producido varias corrientes conciliaristas a lo largo de la historia, hasta que finalmente el Concilio Vaticano I definió la plenitud de potestad del romano pontífice sobre la Iglesia católica.
Esta doctrina argumenta que un concilio ecuménico representa a toda la Iglesia y obtiene su potestad directamente de Cristo; a esa potestad están sometidos y tienen que obedecer todos los fieles, también los miembros de la jerarquía, incluso el mismo papa.
El movimiento surgió en respuesta al cisma de Occidente entre papas rivales en Roma y Aviñón. Se propuso que ambos papas abdicaran para permitir una nueva elección que implementara una propuesta según la cual los partidarios gubernamentales de los papas retiraran su lealtad y allanaran de esta manera el camino para una nueva elección.  El cisma inspiró que se convocara el Concilio de Pisa (1409), que fracasó en poner fin al cisma, y luego al Concilio de Constanza (1414-1418), que fue exitoso y proclamó su propia superioridad sobre el papa. El conciliarismo alcanzó su punto más alto con el Concilio de Florencia (1431-1449), que en últimas se desintegró. La victoria final en el conflicto fue la institución del papado, confirmada por la condena al conciliarismo en el Quinto Concilio Lateranense (1512-1517). El gesto final, la doctrina de la infalibilidad papal, no se promulgó sino hasta el Concilio Vaticano I de 1870.

## Historia
La teoría conciliarista tiene sus premisas en aquellos múltiples factores de índole histórica, política, canonística y sobre todo eclesiológica que, presentes en la época medieval, confluirían finalmente en la gran crisis que afectó la vida de la Iglesia en los siglos XIV-XV y que toma el nombre de Cisma de Occidente (1378-1417).
La vía conciliar pareció ser la única posible para obtener la vuelta a la unidad. El Concilio de Constanza (1414-1418) se convocó precisamente con esta finalidad. Donde en pleno cisma con tres papas de por medio se declaró:

Y [la asamblea] declara, en primer lugar, que congregada legítimamente en el Espíritu Santo, formando concilio general y representando a la Iglesia católica, recibe la potestad inmediatamente de Cristo. Todos, de cualquier estado o dignidad que sean, incluso papal, están obligados a obedecerla en aquellas cosas que pertenecen a la fe y a la extirpación de dicho cisma y a la reforma de dicha Iglesia, tanto en la cabeza como en los miembros.

Declara, además, que todo aquel, de cualquier condición, estado o dignidad que sea, incluso la papal, que tercamente rehusara obedecer a los mandatos, determinaciones, ordenaciones o preceptos de este santo sínodo o de cualquier otro concilio general congregado legítimamente, en relación con lo que se ha hecho o debe hacerse en el futuro, si no entra en razón: se le someta a una penitencia conveniente y se le castigue con la pena debida; y se recurra (si fuera necesario) a otros medios que presta el derecho.
Concilio de Constanza (sesión VI), 6 de abril de 1415

El mismo papa electo por el Concilio de Constanza, Martín V rechazó, al terminar el concilio, estos cánones, manteniendo así intacta la perpetua fe católica sobre el primado de Pedro y sus sucesores. Fue un momento muy excepcional de la historia de la Iglesia cuando se aprueban estos ya que el papado era disputado por tres candidatos.
Sin embargo, las formas más radicales del conciliarismo se manifestaron a lo largo del Concilio de Basilea, cuando se declaró que era una «verdad de fe católica» la superioridad del concilio sobre el papa (sesión XXXIII, 1439). Para rectificar la decisión del anterior concilio, el papa Julio II convoca un Concilio Ecuménico en Letrán donde se define que la teoría conciliarista no se ajusta a la ortodoxia católica: 

Ni debe tampoco movernos el hecho de que la sanción [pragmática] misma y lo en ella contenido fue promulgado en el Concilio de Basilea, como quiera que todo ello fue hecho, después de la traslación del mismo Concilio de Basilea, por obra del conciliábulo del mismo nombre y, por ende, ninguna fuerza pueden tener; pues consta también manifiestamente no sólo por el testimonio de la Sagrada Escritura, por los dichos de los santos Padres y hasta de otros Romanos Pontífices predecesores nuestros y por decretos de los sagrados cánones; sino también por propia confesión de los mismos Concilios, que aquel solo que a la sazón sea el Romano Pontífice, como tiene autoridad sobre todos los Concilios, posee pleno derecho y potestad de convocarlos, trasladarlos y disolverlos.
Concilio de Letrán V (sesión XI), 19 de diciembre de 1516

Tesis análogas a las conciliaristas sobrevivieron luego en el episcopalismo, en el galicanismo y en el febronianismo. Dentro del catolicismo, parece que quedó superado con la definición del Vaticano I sobre la naturaleza y el valor del primado del romano pontífice (1870).

### Tras el Concilio Vaticano I
Una nueva iniciativa conciliarista surge tras la condena del Sínodo de Pistoya en 1794, por el papa Pío VI. Ahora el origen no son las antiguas doctrinas condenadas sino la revitalización de estas a través de la introducción de ideas liberales e ilustradas en las enseñanzas de la Iglesia católica. A pesar de que muchos papas combatieron esta doctrina, como el papa Pío IX con el Concilio Vaticano I, el peso que ganó las tesis de los católicos liberales, fue creciendo entre parte de la jerarquía católica; de esta forma, en el Concilio Vaticano II ciertos teólogos de mucho prestigio trataron de que el concilio aprobase una declaración sobre colegialidad que fue denunciada por ambigua y que fue acondicionada, gracias al mandato de Pablo VI, para que resultara coherente con el magisterio anterior.